# Queimada tripla
No beisebol, uma queimada tripla (em inglês triple play ou TP) é o raro ato de eliminar três jogadores adversários na mesma jogada.
Existem muitas maneiras em que o time de defesa possa executar uma queimada tripla, a maioria delas com  corredores na primeira e segunda bases. Tipicamente, uma bola é rebatida para o interbases (shortstop) ou o terceira-base, o corredor que se dirige a terceira base é eliminado, a bola é arremessada para a segunda base e então finalmente arremessada para a primeira base, eliminando o rebatedor. Outra provável sequência é uma  bola a meia altura (line drive, ou liner) para o interbases ou o segunda base que arremessa para a terceira e novamente para o homem da segunda base.

## Ocorrência
Queimadas triplas são relativamente raras, pois requer ao menos dois corredores, nenhum eliminado, uma bola rebatida de maneira que todos os corredores sejam eliminados e ação rápida dos jogadores campistas. A queimada tripla sem assistência, é uma jogada em que apenas um jogador controla a bola; é o tipo menos comum de queimada tripla e indiscutivelmente a jogada mais rara do beisebol: aconteceu apenas 15 vezes desde 1900 nas grandes ligas. Queimadas triplas, mesmo as sem assistência, são extremamente difíceis de conseguir. Sua raridade é consequência de circunstâncias específicas no jogo.
De acordo com a Society for American Baseball Research, houve 715     queimadas triplas na Major League Baseball desde 1876. Em 8 de julho de 2016 o Chicago White Sox jogando contra o Atlanta Braves conseguiu sua terceira queimada tripla do ano, fato inédito na MLB. Em 29 de julho de 2016 pelo Washington Nationals contra o San Francisco Giants no  AT&T Park. Foi a primeira queimada tripla do Nationals assim como a primeira queimada tripla do tipo 3-3-5 da história. A mais recente aconteceu em 27 de agosto de 2017 pelo Philadelphia Phillies contra o Chicago Cubs no Citizens Bank Park. Foi anotada como 7-4-3.
Em 1973, o terceira base do Baltimore Orioles, Brooks Robinson iniciou duas queimadas duplas do tipo  (5-4-3): uma em 7 de Julho contra Oakland Athletics e outra em 20 de Setembro contra o Tigers. Em ambos os casos, Bobby Grich era o segunda base.
Jogando contra o Boston Red Sox em 17 de Julho de 1990, o Minnesota Twins se tornou o primeiro (e até o momento único) time na história do beisebol a conseguir duas queimadas triplas no mesmo jogo. Ambas queimadas triplas foram do tipo 5-4-3 (Gary Gaetti - Al Newman - Kent Hrbek). Jody Reed foi o primeiro eliminado na quarta entrada e o eliminado final (como rebatedor) na jogada da oitava entrada. Apesar da heróica atuação de sua defesa, o Twins perdeu o jogo por 1–0.
O Yankees conseguiu uma das mais bizarras queimadas triplas da história. Em 12 de Abril de 2013, com corredores na primeira e segunda bases, o jogador do Baltimore Manny Machado rebateu para o segunda base Robinson Cano. Cano apanhou a bola e passou para o shortstop Jayson Nix, eliminando  Nick Markakis. Ao invés de arremessar para a primeira e conseguir uma queimada dupla de rotina, Nix optou em arremessar a bola para o homem da terceira base Kevin Youkilis. O jogador do Baltimore Alexi Casilla foi pego entre a segunda e terceira bases: Youkilis e Nix ficaram trocando bolas até que Youkilis tocou nas costas de Casilla, eliminando o segundo jogador. Enquanto isso, Machado chegara na primeira base e tentou avançar para a segunda. Após tocar em Casilla, Youkilis arremessou para a primeira base. O homem de primeira base do Yankees Lyle Overbay, jogou novamente para Cano, na segunda base, que finalmente eliminou Machado. A jogada foi anotada como do tipo 4-6-5-6-5-3-4, a primeira deste tipo na história da MLB. 
Em 9 de Maio de 2015, com corredores na segunda e terceira bases, o  catcher do St. Louis Cardinals, Yadier Molina rebateu uma bola de meia altura (line drive) que foi apanhada no alto pelo segunda base do Pittsburgh Pirates,  Neil Walker. Walker então arremessou para o terceira base Jung Ho Kang para eliminação dupla de Jhonny Peralta do Cardinals. Kang, após um momento de exitação, atirou a bola de volta para Walker para eliminar Jason Heyward com o terceiro eliminado. Foi a primeira queimada tripla do tipo 4-5-4 na história da Major League, e a segunda queimada tripla conseguida pelos Pirates desde 14 de Setembro de 2014, contra o Chicago Cubs.
Brooks Robinson, um corredor lento com uma longa carreira, é o líder em todos os tempos em participações em queimadas triplas com quatro em sua carreira.

## Queimada tripla sem assistência
O tipo mais raro de queimada tripla, e um dos mais raros eventos no beisebol, é quando apenas um jogador elimina três adversários de uma vez.  Tipicamente, isto é conseguido quando um jogador de campo pega uma bola de meia altura próximo a segunda base (um eliminado), toca a base para eliminar o corredor que começa a correr (dois elimados) e toca um corredor antes que ele possa retornar à sua base de origem (três eliminados).
A mais recente queimada tripla sem assistência na Major League Baseball ocorreu em 23 de Agosto de 2009 quando Eric Bruntlett do Philadelphia Phillies conseguir a primeira queimada tripla sem assistência a finalizar um jogo da National League, contra o New York Mets. Na parte baixa da nona entrada, com corredores na primeira e segunda bases, Jeff Francoeur rebateu uma bola de meia altura para o centro, onde Bruntlett (substituindo Chase Utley) estava na cobertura quando ambos corredores se movendo. Bruntlett pegou a bola, pisou a segunda base para eliminar  Luis Castillo e então tocou em Daniel Murphy que chegava da primeira base, assim completando a queimada tripla.  Este foi o segundo jogo a terminar com uma queimada tripla sem assistência na história da MLB e o primeiro desde 1927.